# Garcinia benthamiana
Garcinia benthamiana är en tvåhjärtbladig växtart som först beskrevs av Jules Émile Planchon och Triana, och fick sitt nu gällande namn av Pipoly. Garcinia benthamiana ingår i släktet Garcinia och familjen Clusiaceae. Inga underarter finns listade i Catalogue of Life.